# Pero polygonaria
Pero polygonaria är en fjärilsart som beskrevs av Herrich-Schäffer 1855. Pero polygonaria ingår i släktet Pero och familjen mätare. Inga underarter finns listade i Catalogue of Life.